# Gang of Four
Gang Of Four — британская рок-группа, образовавшаяся в 1977 году в Лидсе, Англия, и исполнявшая политизированный панк-рок, насыщенный элементами фанка, даба и регги. Характерными особенностями раннего стиля группы были сдержанно-агрессивный речитатив Джона Кинга, отрывистые, взрывные гитарные партии Энди Гилла и мощная работа ритм-секции, придававшая даже самым жёстким, шумовым трекам танцевальный привкус. Многие группы 1980-х годов переняли внешние атрибуты стиля ранних GO4; их основными последователями считаются Franz Ferdinand, Bloc Party, Rage Against The Machine, Minutemen и Fugazi, по-своему развившие музыкальные, эстетические и интеллектуальные идеи британской группы. После распада в 1984 году Gang Of Four воссоединялись трижды; последний раз — в 2005 году, когда был выпущен Return the Gift (с заново переписанными классическими вещами раннего репертуара).

## История группы
Группа Gang of Four была образована в 1977 году студентами Лидского университета вокалистом Джоном Кингом (Jon King), гитаристом Энди Гиллом (Andy Gill), бас-гитаристом Дэйвом Аленом (Dave Allen) и ударником Хьюго Бёрнэмом (Hugo Burnham).
Существуют две версии относительно происхождения названия коллектива. Согласно одной из них, оно имеет отношение к квартету основателей структурализма (Клод Леви-Строс, Мишель Фуко, Ролан Барт, Жак Лакан). Другая утверждает, что название предложил один из участников Mekons, когда ехал с Кингом и Гиллом в автомобиле и наткнулся на статью о китайской «Банде четырёх». Кинг признавал (в интервью журналу Musician), что о маоизме музыканты, при всей их увлечённости политикой, почти ничего не знали, но «…оно подходило к группе прекрасно». Во многом на формирование раннего стиля группы повлияла поездка в рамках студенческого обмена в Нью-Йорк, где начинающие музыканты побывали на выступлениях Television и The Ramones в клубе CBGB.
В июле 1978 года квартет записал дебютный сингл «Damaged Goods» (с «(Love Like) Anthrax» и «Armalite Rifle» на обороте). Он вышел 10 декабря на эдинбургском лейбле Fast Product Records и тут же обратил на себя внимание Джона Пила, который пригласил группу в студию и записал две её сессии. После успешных концертов в Европе и Северной Америке Gang of Four подписали контракт с EMI, выпустив сингл «At Home He’s a Tourist» (1979). Поскольку сингл вошел в чарты (поднявшись до #58), группу пригласили выступить в программу Top of the Pops; музыканты отказались, когда им предложили заменить в тексте слово «rubbers» на «packets», сочтя жаргонное словечко неприличным. Сингл после этого был запрещен на BBC Radio/TV, и группа утратила поддержку EMI: компания начала с этого момента раскручивать Duran Duran.
В сентябре 1979 года вышел дебютный альбом Entertainment!; радикальный для того времени синтез панк- и фанк-рока (с использованием элементов даб- и реггей) впоследствии стал образцом для многих известных рок-музыкантов (в частности, о его значении говорил Фли из Red Hot Chili Peppers). В 2003 году альбом вошел в список 500 лучших альбомов всех времен журнала Rolling Stone, а к 2009 году его британский тираж превысил 100 000.
В 1981 году группа выпустила второй альбом Solid Gold, как и первый, отмеченный аналитическими изыскания на тему текущих вопросов политики в текстах («Cheeseburger», «He’d Send in the Army», «In the Ditch»), рваными ритмами и упрощёнными аранжировками. Рецензент Вэн Госс в Village Voice писал: «Gang of Four служат воплощением новой категории в поп-музыке, которая служит просветительской силой для всех прочих».
Последовавший затем американский тур оказался проблемным: из группы ушёл Аллен (позже ставший участником — сначала Shriekback, затем Low Pop Suicide и The Elastic Purejoy), которого временно заменил Черри Джонс (Busta 'Cherry' Jones), сотрудничавший с Parliament и Talking Heads. Его, в свою очередь, заменила Сэра Ли (Sara Lee), бас-гитаристка в League of Gentlemen, которая, обладая и вокальными данными, внесла заметный вклад в создание третьего студийного альбома группы Songs of the Free, отмеченного облегчённым, более коммерческим звучанием, но при этом (согласно Trouser Press) оставшимся одним из самых волнующих, новаторских рок-альбомов в истории. Сингл, «I Love a Man in a Uniform» (1982), поскольку вышел в дни Фолклендской войны, был запрещен на BBC.
Весной 1983 года Бёрнэм покинул группу и собрал собственный состав, Illustrated Man. Гилл и Кинг как Gang of Four выпустили в 1983 году Hard; альбом, к записи которого были неожиданно привлечены продюсеры Рон и Ховард Элперты (Crosby Stills and Nash, Firefall), был прохладно встречен критикой; в 1984 году группа официально объявила о распаде. Тогда же вышел концертный At the Palace, записанный в США со Стивом Гулдингом, который заменил Хьюго Бёрнэма (последний некоторое время играл в ABC, затем в Illustrated Man; позже стал менеджером Shriekback).
В 1986 году вышел сборник The Peel Sessions, куда вошли песни, записанные в студиях BBC для Джона Пила. Melody Maker назвал альбом «классическим ностальгическим путешествием в мир юношеского цинизма». В 1991 году Гилл и Кинг встретились вновь и приступили к записи нового материала; результатом этой деятельности явился альбом Shrinkwrapped (1995). Позже Ли перешла в The B-52's; её заменила Гейл Энн Дорси, позже ставшая известной благодаря работам с Дэвидом Боуи.
В ноябре 2004 года оригинальный состав квартета — Джон Кинг, Энди Гилл, Дэйв Аллен и Хьюго Бёрнэм — воссоединился. Последовали британское турне в январе 2005 года, концерты в Европе и Японии, затем в США (в июне и сентябре). В октябре 2005 года Gang of Four перезаписали некоторые песни из трёх первых альбомов и выпустили пластинку под заголовком Return the Gift, приложением к которому вышел альбом ремиксов. Группа продолжала эпизодически гастролировать в 2006 году; в частности, выступила в Бразилии.

## Дискография

### Альбомы
- 1979 — Entertainment!
- 1981 — Solid Gold
- 1982 — Songs of the Free
- 1983 — Hard
- 1984 — At the Palace (live album)
- 1991 — Mall
- 1995 — Shrinkwrapped
- 2005 — Return the Gift
- 2011 — Content (англ.)
- 2015 — What Happens Next

### EPs
- Yellow EP (1980)
- Another Day/Another Dollar (1982)

### Сборники
- Mutant Pop (1980)
- A Brief History Of The Twentieth Century (1990)
- Live at KEXP, Volume II (2006)